# Yann Sommer
Yann Sommer, född 17 december 1988 i Morges, är en schweizisk fotbollsmålvakt som spelar för Inter och Schweiz landslag.

## Karriär
Den 10 mars 2014 skrev Sommer på ett femårskontrakt med tyska Borussia Mönchengladbach med start den 1 juli 2014.
Den 19 januari 2023 värvades Sommer av Bayern München som en följd av en skada på målvakten Manuel Neuer. Kontraktet skrevs till sommaren 2025. Den 7 augusti 2023 skrev han på ett treårskontrakt med Inter.